# Dicronychus scobis
Dicronychus scobis là một loài bọ cánh cứng trong họ Elateridae. Loài này được Vats miêu tả khoa học năm 1984.